# قره ناو (سقز)
قرية قره ناو (بالكردية: قەرەناو) هي إحدى القرى التابعة لـكولتبه في ريف قسم زيويه من مقاطعة سقز، في محافظة كردستان الإيرانية.

## السكان
حسب إحصاءات سنة 2006، بلغ إجمالي السكان في قره ناو 156 نسمة وعدد المساكن 33 مسكن. لغة سكان قره ناو هي اللغة الكردية و هم من أهل السنة والجماعة والمذهب الشافعي.